# سیارک ۲۲۷۲۳
سیارک ۲۲۷۲۳ (به انگلیسی: 22723 Edlopez، نامگذاری:1998SS58)۲۲۷۲۳مین سیارک کشف شده‌است که در ۱۷ سپتامبر ۱۹۹۸ کشف شد.